# Puccinia ludovicianae
Puccinia ludovicianae ist eine Ständerpilzart aus der Ordnung der Rostpilze (Pucciniales). Der Pilz ist ein Endoparasit der Korbblütlergattung Artemisia. Symptome des Befalls durch die Art sind Rostflecken und Pusteln auf den Blattoberflächen der Wirtspflanzen. Sie ist in weiten teilen Nordamerikas verbreitet.

## Merkmale

### Makroskopische Merkmale
Puccinia ludovicianae ist mit bloßem Auge nur anhand der auf der Oberfläche des Wirtes hervortretenden Sporenlager zu erkennen. Sie wachsen in Nestern, die als gelbliche bis braune Flecken und Pusteln auf den Blattoberflächen erscheinen.

### Mikroskopische Merkmale
Das Myzel von Puccinia ludovicianae wächst wie bei allen Puccinia-Arten interzellulär und bildet Saugfäden, die in das Speichergewebe des Wirtes wachsen. Ihre Spermogonien und Aecien sind bislang nicht bekannt. Die unterseitig auf den Wirtsblättern wachsenden Uredien des Pilzes sind zimtbraun und besitzen Paraphysen. Ihre goldenen bis zimtbraunen Uredosporen sind 28–35 × 25–28 µm groß, eiförmig bis breitellipsoid und stachelwarzig. Die blattunterseitig wachsenden Telien der Art sind schwarzbraun, kompakt und unbedeckt, sie besitzen Paraphysen. Die klar kastanienbraunen Teliosporen sind zweizellig, in der Regel lang eiförmig bis langellipsoid, runzelig und 46–58 × 22–28 µm groß. Ihre Stiele sind farblos und bis zu 115 µm lang.

## Verbreitung
Das bekannte Verbreitungsgebiet von Puccinia ludovicianae reicht von Mexiko bis nach Kanada.

## Ökologie
Die Wirtspflanzen von Puccinia ludovicianae sind verschiedene Artemisia-Arten. Der Pilz ernährt sich von den im Speichergewebe der Pflanzen vorhandenen Nährstoffen, seine Sporenlager brechen später durch die Blattoberfläche und setzen Sporen frei. Die Art durchläuft einen makrozyklischen Entwicklungszyklus mit Spermogonien, Aecien, Telien und Uredien.